# العلاقات الأمريكية الليختنشتانية
العلاقات الأمريكية الليختنشتانية هي العلاقات الثنائية التي تجمع بين الولايات المتحدة وليختنشتاين.

## مقارنة بين البلدين
هذه مقارنة عامة ومرجعية للدولتين:
| وجه المقارنة                                              | الولايات المتحدة                                                                                                  | ليختنشتاين                                 |
| --------------------------------------------------------- | --- | ------------------------------------------ |
| المساحة (كم2)                                             | 9.83 مليون | 16                                         |
| عدد السكان (نسمة)                                         | 311.58 مليون | 37.47 ألف                                  |
| الكثافة السكانية (ن./كم²)                                 | 31.7 | 234.19 ألف                                 |
| العاصمة                                                   | واشنطن العاصمة | فادوتس                                     |
| اللغة الرسمية                                             | لغة إنجليزية | اللغة الألمانية                            |
| العملة                                                    | دولار أمريكي | فرنك سويسري                                |
| الناتج المحلي الإجمالي (بليون دولار)                      | 19.39 تريليون | 6.29 مليار                                 |
| الناتج المحلي الإجمالي (تعادل القوة الشرائية) بليون دولار | 18.04 تريليون |                                            |
| الناتج المحلي الإجمالي الاسمي للفرد دولار أمريكي          | 56.12 ألف |                                            |
| الناتج المحلي الإجمالي للفرد دولار أمريكي                 | 54.63 ألف |                                            |
| مؤشر التنمية البشرية                                      | 0.920 | 0.908                                      |
| رمز المكالمات الدولي                                      | +1 | +423                                       |
| رمز الإنترنت                                              | .us، حكومة، .mil، Edu.                                                                                            | .li                                        |
| المنطقة الزمنية                                           | توقيت ساموا الأمريكية، توقيت أطلنطي موحد، منطقة زمنية وسطى، توقيت ألاسكا ‏، المنطقة الزمنية الجبلية، توقيت تشامرو ‏ | توقيت وسط أوروبا، ت ع م+01:00، ت ع م+02:00 |

## منظمات دولية مشتركة
يشترك البلدان في عضوية مجموعة من المنظمات الدولية، منها:
| علم المنظمة | اسم المنظمة                    | تاريخ انضمام الولايات المتحدة | تاريخ انضمام ليختنشتاين |
| ----------- | ------------------------------ | ----------------------------- | ----------------------- |
|             | منظمة حظر الأسلحة الكيميائية   | ?                             | ?                       |
|             | منظمة التجارة العالمية         | ?                             | ?                       |
|             | منظمة الشرطة الجنائية الدولية  | ?                             | ?                       |
|             | الاتحاد الدولي للاتصالات       | 1 يوليو 1908                  | 25 يوليو 1963           |
|             | الاتحاد البريدي العالمي        | ?                             | ?                       |
|             | منظمة الأمن والتعاون في أوروبا | 25 يونيو 1973                 | 25 يونيو 1973           |
|             | الأمم المتحدة                  | 24 أكتوبر 1945                | 18 سبتمبر 1990          |

## وصلات خارجية
- موقع وزارة الخارجية الأمريكية